# Real Racing 3
Real Racing 3 — игра для мобильных устройств в жанре гоночного автосимулятора. Разработана студией Firemonkeys Studios и издана Electronic Arts в 2013 году для платформ iOS, Android и BlackBerry 10.

## История
В 2017 году в игре впервые была представлена женщина гонщица — Даника Патрик.

## Игровой процесс

### Автомобили
Для получения доступа к новым моделям автомобилей необходимо участвовать в гонках и завоёвывать призы. При этом большинство машин можно «открыть» различными способами, которые описаны на странице информации нужной модели. После получения доступа к автомобилю открывается возможность его покупки. Технические характеристики автомобилей можно улучшать, а также изменять их внешний вид путем нанесения винилов.
В отличие от первой и второй частей, в Real Racing 3 игрокам необходимо поддерживать исправность автомобиля, проводя регулярное техническое обслуживание. Выполнение ТО и модернизации требует наличия внутриигровой валюты, а также занимает время, часто — до нескольких часов, в зависимости от обслуживаемого автомобиля.

### Гонки
Более 30 серий игры объединяются в разнообразный и длительный процесс её прохождения. Любая серия игры состоит из 500+ уровней, каждый из которых может включать от трёх отдельных гонок — всего более 21 тыс. гонок.
Гонки преследования устраиваются против любого соперника. Во время соревнования на трассе виден силуэт противника, соответствующий его положению при том же тайминге. Игроку, рекорд которого «побит» в гонке, приходит соответствующее уведомление. Участие в гонке преследования приносит внутриигровую валюту вне зависимости от результата.
В игре также присутствуют специалисты, которых можно нанимать, чтобы активизировать бонусы за следующую гонку. Их способность действует только в том случае, если игрок выигрывает гонку.

## Оценки и мнения
| Сводный рейтинг       | Сводный рейтинг |
| Агрегатор             | Оценка          |
| --------------------- | --------------- |
| GameRankings          | 70,07 %         |
| Metacritic            | 70/100          |
| Иноязычные издания    |                 |
| Издание               | Оценка          |
| Edge                  | 6/10            |
| Eurogamer             | 3/10            |
| IGN                   | 9,1/10          |
| TouchArcade           | [ 10 ]          |
| 148Apps               | [ 11 ]          |
| AppSpy                | 3/5             |
| Macworld              | [ 13 ]          |
| Slide to Play         | 2/4             |
| TouchGen              | [ 15 ]          |
| Русскоязычные издания |                 |
| Издание               | Оценка          |
| PlayGround.ru         | 9/10            |

StopGame в своем обзоре 2013 года выставил игре оценку «похвально», отметив реалистичность графики и звука, удобное управление и интересный геймплей, но раскритиковав систему микротранзакций.

### Награды
- Real Racing 3 признана лучшей мобильной игрой 2013 года по итогам «Mobile Excelence Awards»[18].
- По итогам голосования «Perpetuum MOB 2013» в версии PRO (33 эксперта), Real Racing 3 занял 2 место в номинации «Лучшая мобильная ONLINE игра», набрав 16,67 % голосов, уступив King’s Bounty: Legions (29,8 %). В версии USER (4948 пользователей), игра заняла 1 место, набрав 24 % голосов[19].